# Vastebrandstofmotor
Een vastebrandstofmotor is een type raketmotor dat de energie van een vaste brandstof omzet in bewegingsenergie. Hij wordt vooral toegepast in de ruimtevaart, als aandrijving van raketten en space shuttles. De eerste raketten in de geschiedenis, gebruikt bij oorlogsvoering door China in de 13e eeuw, bestonden uit een vastebrandstofmotor met zwart buskruit als brandstof.
Het eenvoudigste voorbeeld is een vuurpijl. In de rakettechniek wordt meestal gesproken over propellant.

## Bouw

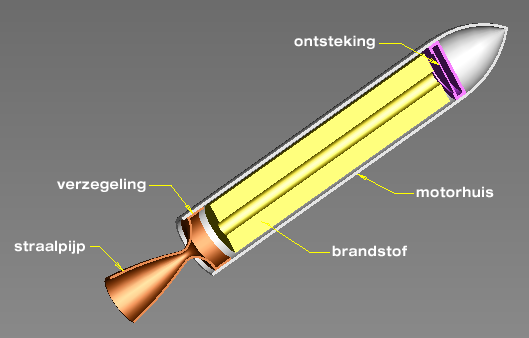
Schematische voorstelling van een vastebrandstofmotor

Vloeibare en gasvormige brandstoffen kunnen door leidingen naar een verbrandingskamer worden geleid, maar met vaste brandstoffen gaat dit uiteraard niet. Daarom bevindt alle beschikbare brandstof zich al in de verbrandingskamer. In feite wordt deze gevormd door de brandstof.
In een buisvormige huls, het motorhuis, bevindt zich de vaste brandstof. Aan de bovenzijde wordt de huls afgesloten met een kegel. Direct onder de kegel bevindt zich de lading van de ontsteker. In het hart van de brandstof is een uitsparing die fungeert als verbrandingskamer.
Aan de onderzijde wordt de huls afgesloten met een straalpijp.

## Chemische werking en samenstelling.
Voor een chemische redoxreactie is een oxidator en een te verbranden stof nodig (reductor), doorgaans is de oxidator zuurstof uit de lucht maar omdat de verbrandingskamer afgesloten is moet die worden toegevoegd aan de propellant. De oxidator bestaat meestal uit ammoniumperchloraat, ammoniumnitraat, kaliumchloraat, kaliumperchloraat of kaliumnitraat. Ook wordt soms een katalysator toegevoegd die de snelheid van de verbranding bepaalt. Als brandstof wordt meestal zwavel, aluminiumpoeder, koolstof (houtskool), magnesium of suiker gebruikt. Soms wordt eventueel een brandbaar bindend polymeer zoals HTPB, polyurethaan of chloropreen toegevoegd die ervoor zorgt dat de brandstof een veel hogere dichtheid krijgt.

## Werking
Een ontsteker zorgt voor de initiële reactie die de vaste brandstof doet ontbranden. Doordat alle benodigde chemicaliën in de propellant aanwezig zijn, kan de motor niet meer worden gestopt. De werking houdt pas op wanneer er geen propellant meer over is.
Bij het verbranden van de brandstof ontstaan hete uitlaatgassen onder hoge druk. Deze verlaten de motor via de straalpijp. Hierdoor ontstaat een kracht in de tegenovergestelde richting: 3e wet van Newton, actie = −reactie. Door te variëren met de vorm en samenstelling van de brandstof en de vorm van de straalpijp kunnen de stuwkracht en de duur van de werking vooraf nauwkeurig worden ontworpen. Elk type propellant heeft andere eigenschappen, de eigenschappen zoals brandduur en specifieke impuls (isp) worden bepaald door de keuze van de oxidator(en) en de reductor(en).

## Voor- en nadelen
Het grote nadeel van een vastebrandstofraket is dat hij niet kan worden geregeld. De kracht is vooraf bepaald en eenmaal in werking kan de motor niet worden bijgestuurd. Dat maakt hem ongeschikt voor manoeuvres die grote precisie en/of reageren op externe factoren vereisen.
Maar de relatief lage kosten voor de bouw en de grote betrouwbaarheid maken hem bij uitstek geschikt als de eerste trap voor raketten die naar de ruimte worden gelanceerd. Het nadeel bij de bovengenoemde toepassing is dat als op grote hoogte iets fout gaat de gevolgen meestal catastrofaal zijn. Een ander voordeel is dat de motor met brandstof en al stabiel kan worden opgeslagen, hetgeen de lanceersnelheid te pas komt bij militaire toepassingen.

## Toepassingen
Bij de volgende raketten zijn vastebrandstofmotoren toegepast:
- Qassam-raket
- De vastebrandstof hulpraketten van de Spaceshuttle en het Space Launch System
- De Graphite-Epoxy Motoren van Northrop Grumman Space Systems (NGSS) die voor extra kracht aan verschillende raketten worden toegevoegd.
- De Castor-serie rakettrappen van NGSS. Onder meer de eerste trap van de Minotaur-C (Castor 120), de tweede trap van de Antares en ook de eerste twee trappen van de voortijdig geannuleerde OmegA (Castor 300, Castor 600 en bij de OmegA-heavy Castor 1200).
- De Star-motoren van NGSS
- De eerste, tweede en derde trap van de Vega en de vastebrandstof hulpraketten van de Ariane 5
- De ontsnappingsmotoren van ruimtecapsules waaronder de Apollo CSM, Orion, Sojoez en de New Shepard.
- Sommige raketten gebruiken enkel vastebrandstofmotoren. De Athena, Minotaur en de meeste hedendaagse ICBM’s zijn daar voorbeelden van.

## Naslagwerken
- (en)   Hunley J.D. The history of solid-propellant rocketry: What we do and do not know, NASA Dryden Flight Research Center, Edwards (California) 1999.
- (en)  DeLuca Luigi T.Evolution of Solid Rocket Propellant Formulations for Space Propulsion, november 2016
- (en)  Centennial of Flight Solid Propellants for Missiles and Rockets